# Jitan (köpinghuvudort i Kina, Jiangxi Sheng, lat 24,95, long 115,74)
Jitan (kinesiska: Chi-t’an-hsü, Chi-t’an, 吉潭, 吉潭镇) är en köpinghuvudort i Kina. Den ligger i provinsen Jiangxi, i den sydöstra delen av landet, omkring 420 kilometer söder om provinshuvudstaden Nanchang. Antalet invånare är 19 831. Befolkningen består av 9 645 kvinnor och 10 186 män. Barn under 15 år utgör 21,0 %, vuxna 15-64 år 68 %, och äldre över 65 år 9,0 %.
Runt Jitan är det ganska tätbefolkat, med 155 invånare per kvadratkilometer. Närmaste större samhälle är Nanqiao, 17,4 km söder om Jitan. I omgivningarna runt Jitan växer huvudsakligen savannskog.
Genomsnittlig årsnederbörd är 1 982 millimeter. Den regnigaste månaden är maj, med i genomsnitt 404 mm nederbörd, och den torraste är oktober, med 20 mm nederbörd.